# Nicola Sanders

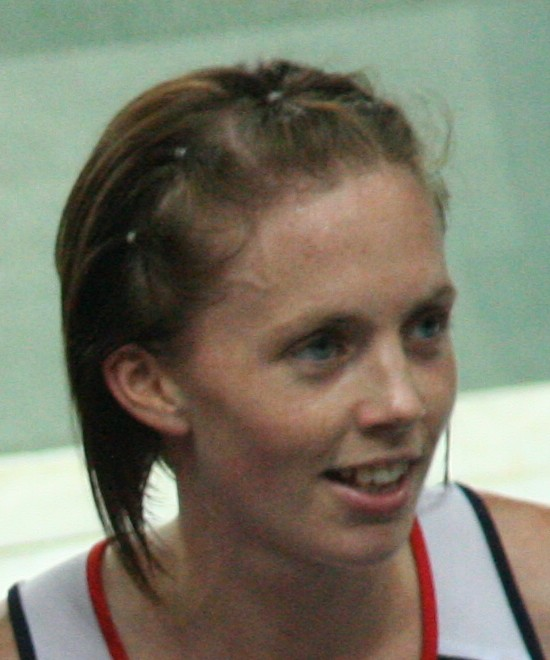
Nicola Sanders bei den Weltmeisterschaften 2007 in Osaka

Nicola Sanders (* 23. Juni 1982 in High Wycombe) ist eine britische Leichtathletin.

## Leben
Nicola Sanders war schon im Juniorenbereich recht erfolgreich. Im 400-Meter-Hürdenlauf gewann sie Bronze bei den Junioreneuropameisterschaften 1999 und wurde bei den Jugendweltmeisterschaften 1999 Vierte. 2000 gewann sie den Jugendtitel des Commonwealth und wurde Fünfte bei den Juniorenweltmeisterschaften.
2005 wurde sie auf der langen Hürdenstrecke Meisterin des Britischen Verbandes AAA. Bei den Weltmeisterschaften 2005 in Helsinki schied sie auf der Hürdenstrecke im Halbfinale aus. Sie war Mitglied der britischen 4-mal-400-Meter-Staffel, die in der Besetzung Lee McConnell, Donna Fraser, Nicola Sanders und Christine Ohuruogu in 3:24,44 Minuten Bronze hinter den Staffeln aus Russland und Jamaika gewann.
Im März 2006 bei den Commonwealth Games in Melbourne belegte Sanders, für England startend, im 400-Meter-Hürdenlauf Platz 4 in 55,32 Sekunden. Die englische 4-mal-400-Meter-Staffel wurde disqualifiziert, nachdem sie als Erste ins Ziel gekommen war. Nachdem sie im 400-Meter-Lauf den AAA-Titel gewonnen hatte, belegte sie bei den Europameisterschaften 2006 in Göteborg im 400-Meter-Lauf Platz 6 in 50,87 Sekunden. Mit der britischen Staffel wurde sie Vierte.
Ihren bis dahin größten Erfolg feierte sie bei den Halleneuropameisterschaften 2007 in Birmingham. Mit 50,02 Sekunden gewann sie Gold und lief die fünftschnellste je in der Halle erzielte Zeit. Mit der britischen Staffel gewann sie Bronze. Im Halbfinale bei den Weltmeisterschaften 2007 in Osaka verbesserte sie ihre persönliche Bestleistung auf 49,77 Sekunden. Im Finale steigerte sie diese auf 49,65 Sekunden und gewann Silber hinter ihrer Landsfrau Christine Ohuruogu. Mit der 4-mal-400-Meter-Staffel gewann sie mit einem neuen Landesrekord Bronze hinter den USA und Jamaika.

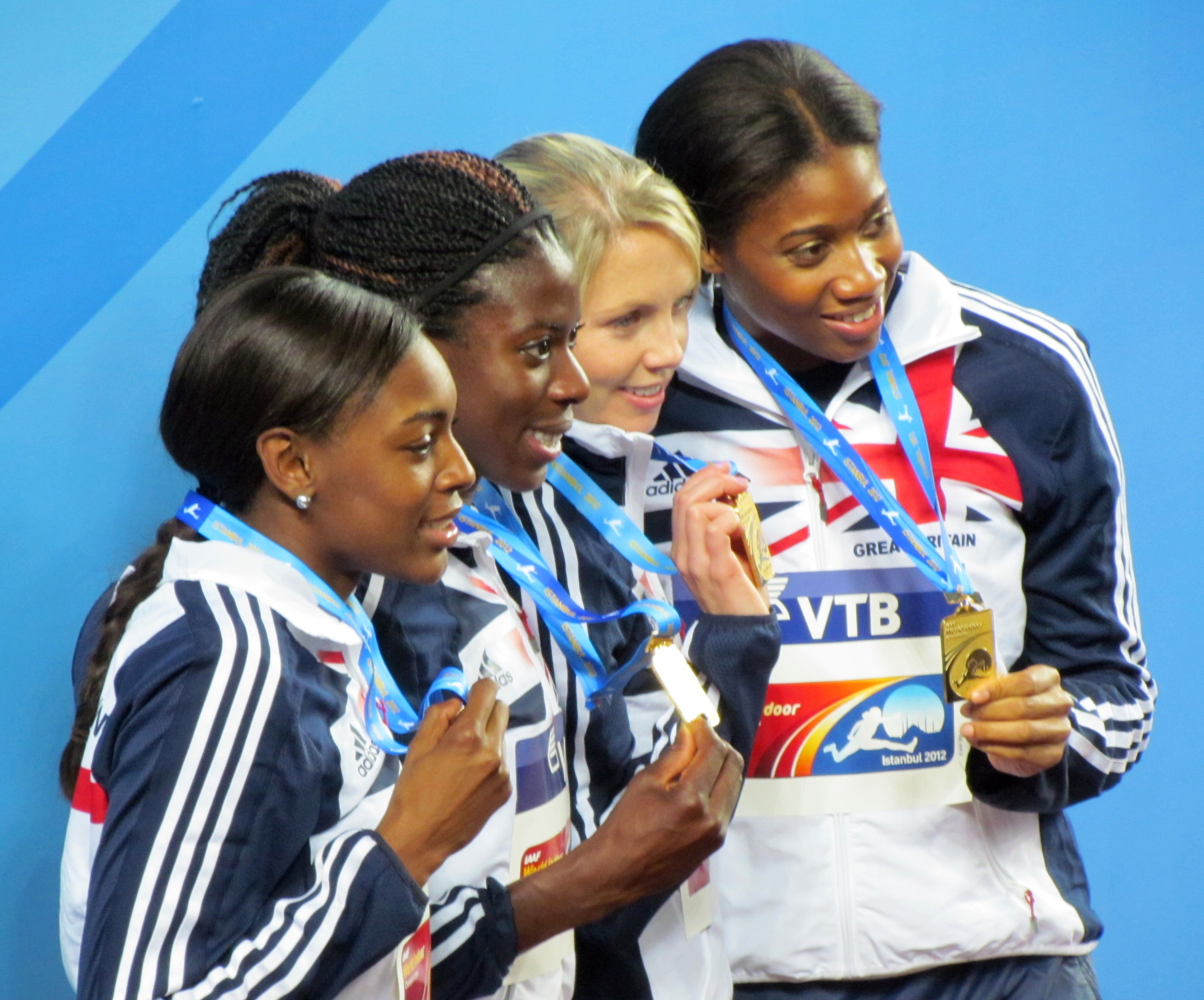
Sanders (2. v. r.) bei den Hallenweltmeisterschaften 2012

Bei den Olympischen Spielen 2008 wurde Sanders mit der Staffel Fünfte und bei den Weltmeisterschaften 2009 Vierte. 2010 bei den Europameisterschaften gewannen die Britinnen Bronze und bei den Weltmeisterschaften im Jahr darauf kamen sie auf Platz vier. 2012 wurde Sanders mit der Staffel Hallenweltmeisterin und bei den Europameisterschaften erreichte sie Rang vier.
Nicole Sanders ist 1,71 m und wiegt 59 kg.

## Bestleistungen
- 400 Meter: 49,65 s, 29. August 2007, Osaka
  - Halle: 50,02 s, 3. März 2007, Birmingham
- 400 Meter Hürden: 55,32 s, 23. März 2006, Melbourne
- 800 Meter: 2:03,41 min, 18. April 2009, Walnut